# Grenoville
Grenoville est une maison de parfumerie et de produits cosmétiques de luxe fondée par le maître parfumeur Paul Grenoville en 1879.

## Histoire

### Un couple de parfumeurs
En 1879, le parfumeur Paul Grenouille modifie son nom de famille en « Grenoville » lorsqu’il crée sa maison de parfumerie au 64, rue Rodier à Paris. Son nom n’est pas sans rappeler celui de Jean-Baptiste Grenouille, personnage principal du célèbre roman Le Parfum de Patrick Süskind (1985), qu’il a peut-être inspiré.
Sa veuve, Marie-Marthe Richard, poursuit l’entreprise au décès de son époux en 1900. Elle crée ainsi Bluet, puis Rosier du Roy. En 1902, elle déménage Grenoville au 19, rue de la Paix, où la maison garde une boutique jusqu’en 1971.
Au début des années 1920, elle établit le siège social de Grenoville et ses usines au 108-110, boulevard Péreire à Asnières. Les ouvrières de la maison sont surnommées les « Grenovillettes ».
En juin 1924, Marie-Marthe Richard vend la maison Grenoville ainsi que ses usines à la société Parfise.

### L’ère Parfise
La maison Grenoville reçoit une médaille d’argent à l’Exposition Internationale des Arts Décoratifs en 1925. Le rapport sur la Parfumerie Française à l’Exposition indique que les parfums Grenoville sont devenus « des favoris du monde élégant ».
La maison Grenoville se développe dans l’entre-deux-guerres et ouvre des succursales à Bruxelles, New York, Londres et Milan. Les parfums Grenoville sont aussi distribués au Maroc, en Tunisie et en Algérie, où ils sont réputés « les meilleurs, les plus tenaces et les plus fins ».
Le directeur de la maison Grenoville, Georges Guérin, crée aussi avec le docteur Prosper Haller la marque de cosmétiques Vichy en 1931.
La maison Grenoville disparaît au début des années 1970.

## Parfums et produits de beauté

### Parfums
En près d’un siècle d’activité, la maison Grenoville a créé de nombreux parfums, dont les plus connus sont les suivants :
- Ambre hindou
- Avant l’été
- Byzance
- Bluet
- Casanova
- Chaîne d’or, “le parfum qui enchaîne le bonheur...”
- Cypria
- Dans un jardin
- Muguet d’Orly
- Œillet fané
- Piège
- Prince noir
- Rosier du roy
- Victrix
- Violette Grenoville

Les parfums Grenoville étaient vendus dans des flacons de luxe, dont certains en cristal de Baccarat. Le flacon de Victrix a été réalisé par le verrier René Lalique.

### Cosmétiques et produits de beauté
Cette maison de parfumerie vendait également des produits de beauté, dont une ligne de rouges à lèvre "Sûre d’Elle", les poudres Neo Derma pour protéger le visage du soleil et du froid, mais aussi des lotions, du talc, de la brillantine ou encore des shampooings.

### Publicité
Grenoville faisait la publicité de ses produits dans les programmes de théâtre, les grands journaux illustrés et, surtout, les magazines de mode, dont Vogue Paris et Vogue US.
La maison Grenoville était aussi réputée pour ses vitrines innovantes. En 1927, Grenoville présente ainsi ses parfums à l’exposition de la coiffure dans une vitrine décorée d’une immense ampoule de parfum servant de support à une multitude de petites ampoules de même forme. Cette étonnante vitrine vaut à Grenoville d’être remarqué par le magazine Vendre, spécialisé dans les techniques de marketing modernes.